# Division 2 1992/93
Die Division 2 1992/93 war die 54. Austragung der zweithöchsten französischen Fußballliga. Es handelte sich seit 1970 um eine offene Meisterschaft mit Profis und Amateuren. Gespielt wurde vom 8. August 1992 bis zum 15. Mai 1993; vom 13. Dezember bis 8. Januar gab es eine Winterpause.
Zweitligameister wurden FC Martigues.

## Vereine
Teilnahmeberechtigt waren die 28 Vereine, die nach der vorangegangenen Spielzeit weder in die erste Division auf- noch in die dritte Liga (National) oder tiefer abgestiegen waren; dazu kamen drei Erstligaabsteiger und fünf Aufsteiger aus der National. Diese 36 Teilnehmer spielten in zwei überwiegend nach regionalen Gesichtspunkten eingeteilten Gruppen (eine mit Mannschaften aus dem Norden und Westen sowie eine mit Teams aus dem Süden und Osten).
Somit spielten in dieser Saison folgende Mannschaften um die Meisterschaft der Division 2: Absteiger Aufsteiger
- Gruppe A: CS Sedan, Aufsteiger OFC Charleville, Aufsteiger US Créteil, Absteiger AS Nancy, SAS Épinal, FC Mulhouse, CS Louhans-Cuiseaux, FC Annecy, Stade Rodez, Aufsteiger ASOA Valence, FC Perpignan, Olympique Alès, FC Istres Ville Nouvelle, FC Martigues, Absteiger AS Cannes, OGC Nizza, SC Bastia, Gazélec FCO Ajaccio
- Gruppe B: USL Dunkerque, SC Amiens, AS Beauvais, AS Red Star, Racing Ancenis, FC Bourges, FC Gueugnon, FC Rouen, Stade Laval, Le Mans UC, Absteiger Stade Rennes, EA Guingamp, Aufsteiger FC Lorient, SCO Angers, FC Tours, LB Châteauroux, Aufsteiger Chamois Niort, La Roche VF

Direkt aufstiegsberechtigt waren nur die jeweiligen Gruppenersten. Dazu kam eine Relegation zwischen dem am schlechtesten platzierten Erstligisten, der nicht direkt abstieg, und dem besten, nicht direkt aufstiegsberechtigten Zweitligisten. Nach dieser Spielzeit wurde eine Reform der Division 2 mit dem Ziel einer Leistungskonzentration umgesetzt (Rückkehr zur Eingleisigkeit und Teilnehmerreduzierung auf 22 Mannschaften, D2 zudem wieder als reine Profiliga, neue 3. Liga als Unterbau), was einen entsprechenden „Wettlauf um den elften Gruppenplatz“ zur Konsequenz hatte.

## Saisonverlauf
Jede Mannschaft trug gegen jeden Gruppengegner ein Hin- und ein Rückspiel aus, einmal vor eigenem Publikum und einmal auswärts. Es galt die Zwei-Punkte-Regel; bei Punktgleichheit gab die Tordifferenz den Ausschlag für die Platzierung. Bestand auch darin noch Gleichheit – wie in dieser Saison zwischen Istres und Charleville –, entschied die höhere Zahl erzielter Treffer. In Frankreich wird bei der Angabe des Punktverhältnisses ausschließlich die Zahl der Pluspunkte genannt; hier geschieht dies in der in Deutschland zu Zeiten der 2-Punkte-Regel üblichen Notation.
Im jeweiligen Aufstiegskampf der beiden Gruppen setzten sich am Ende Martigues, das damit in der höchsten Spielklasse debütieren durfte, und Angers jeweils gegen einen Erstligaabsteiger durch. Von den fünf Zweitliganeulingen gelang es Valence, Charleville und Niort, die Klasse trotz deren erheblicher Reduzierung zu halten, wobei die aus der in Frankreich traditionell starken Bevölkerungsgruppe von Exil-Armeniern hervorgegangene ASOAV sogar nur knapp an der Qualifikation zur Aufstiegsrelegation gescheitert war. Der durch die Ligenreform verursachte Abstieg von gleich 14 Mannschaften traf dafür einige Vereine, die der zweiten Division über viele Jahre angehört hatten, so beispielsweise Châteauroux (17 Saisons Zweitligist), Guingamp und Gazélec Ajaccio (je 16); darunter waren mit Amiens (22) und Lorient (14) allerdings auch einige „Fahrstuhlmannschaften“ der jüngeren Vergangenheit.
In den 612 Begegnungen wurden 1.457 Treffer erzielt; das entspricht einem Mittelwert von 2,4 Toren je Spiel. Erfolgreichste Torschützen waren in Gruppe A Franck Priou aus Cannes mit 21 und in Gruppe B Jean-Pierre Orts (Rouen) mit 18 Treffern; die Liga-Torjägerkrone gewann somit Priou. Zur folgenden Spielzeit kamen zwei Absteiger aus der Division 1 (US Valenciennes-Anzin und Olympique Nîmes) hinzu; aufgrund der Tatsache, dass der dritte Erstligaabsteiger, SC Toulon, den direkten Weg in die dritthöchste Liga ging, konnte aus dieser, anders als zu Saisonbeginn festgelegt, mit Meister Stade Briochin ausnahmsweise doch eine Mannschaft aufsteigen.

## Abschlusstabellen

### Gruppe A
| Pl. | Verein                   | Sp. | S  | U  | N  | Tore    | Diff. | Punkte |
| --- | ------------------------ | --- | -- | -- | -- | ------- | ----- | ------ |
| 1.  | FC Martigues             | 34  | 19 | 9  | 6  | 053:240 | +29   | 47:21  |
| 2.  | AS Cannes                | 34  | 19 | 8  | 7  | 063:330 | +30   | 46:22  |
| 3.  | OGC Nizza                | 34  | 14 | 13 | 7  | 049:320 | +17   | 41:27  |
| 4.  | AS Nancy (A)             | 34  | 15 | 9  | 10 | 048:370 | +11   | 39:29  |
| 5.  | ASOA Valence (N)         | 34  | 15 | 9  | 10 | 042:400 | +2    | 39:29  |
| 6.  | CS Sedan                 | 34  | 13 | 12 | 9  | 046:310 | +15   | 38:30  |
| 7.  | SC Bastia                | 34  | 11 | 15 | 8  | 052:390 | +13   | 37:31  |
| 8.  | FC Istres Ville Nouvelle | 34  | 14 | 9  | 11 | 042:440 | −2    | 37:31  |
| 9.  | OFC Charleville (N)      | 34  | 14 | 9  | 11 | 036:380 | −2    | 37:31  |
| 10. | Olympique Alès           | 34  | 14 | 8  | 12 | 042:440 | −2    | 36:32  |
| 11. | FC Mulhouse              | 34  | 12 | 10 | 12 | 049:450 | +4    | 34:34  |
| 12. | CS Louhans-Cuiseaux      | 34  | 10 | 9  | 15 | 035:420 | −7    | 29:39  |
| 13. | Gazélec FCO Ajaccio      | 34  | 11 | 6  | 17 | 043:550 | −12   | 28:40  |
| 14. | Stade Rodez              | 34  | 9  | 9  | 16 | 030:570 | −27   | 27:41  |
| 15. | FC Perpignan             | 34  | 7  | 12 | 15 | 031:440 | −13   | 26:42  |
| 16. | SAS Épinal               | 34  | 8  | 8  | 18 | 035:550 | −20   | 24:44  |
| 17. | FC Annecy                | 34  | 8  | 8  | 18 | 028:550 | −27   | 24:44  |
| 18. | US Créteil (N)           | 34  | 7  | 9  | 18 | 042:510 | −9    | 23:45  |

Platzierungskriterien: 1. Punkte – 2. Tordifferenz – 3. geschossene Tore

| (A) | Absteiger aus der Division 1 1991/92 |
| (N) | Neuaufsteiger                        |

### Gruppe B
| Pl. | Verein            | Sp. | S  | U  | N  | Tore    | Diff. | Punkte |
| --- | ----------------- | --- | -- | -- | -- | ------- | ----- | ------ |
| 1.  | SCO Angers        | 34  | 20 | 8  | 6  | 047:220 | +25   | 48:20  |
| 2.  | Stade Rennes (A)  | 34  | 16 | 13 | 5  | 048:260 | +22   | 45:23  |
| 3.  | FC Rouen          | 34  | 18 | 9  | 7  | 050:310 | +19   | 45:23  |
| 4.  | AS Red Star       | 34  | 17 | 8  | 9  | 046:290 | +17   | 42:26  |
| 5.  | Le Mans UC        | 34  | 15 | 11 | 8  | 044:330 | +11   | 41:27  |
| 6.  | USL Dunkerque     | 34  | 12 | 16 | 6  | 039:310 | +8    | 40:28  |
| 7.  | FC Bourges        | 34  | 11 | 17 | 6  | 049:370 | +12   | 39:29  |
| 8.  | AS Beauvais       | 34  | 12 | 15 | 7  | 031:210 | +10   | 39:29  |
| 9.  | Stade Laval       | 34  | 11 | 15 | 8  | 043:330 | +10   | 37:31  |
| 10. | Chamois Niort (N) | 34  | 13 | 11 | 10 | 030:240 | +6    | 37:31  |
| 11. | FC Gueugnon       | 34  | 12 | 9  | 13 | 037:340 | +3    | 33:35  |
| 12. | SC Amiens         | 34  | 11 | 10 | 13 | 032:410 | −9    | 32:36  |
| 13. | EA Guingamp       | 34  | 10 | 9  | 15 | 040:490 | −9    | 29:39  |
| 14. | LB Châteauroux    | 34  | 9  | 9  | 16 | 039:490 | −10   | 27:41  |
| 15. | FC Tours          | 34  | 8  | 9  | 17 | 033:600 | −27   | 25:43  |
| 16. | La Roche VF       | 34  | 3  | 14 | 17 | 028:490 | −21   | 20:48  |
| 17. | Racing Ancenis    | 34  | 4  | 10 | 20 | 026:590 | −33   | 18:50  |
| 18. | FC Lorient (N)    | 34  | 3  | 9  | 22 | 029:630 | −34   | 15:53  |

Platzierungskriterien: 1. Punkte – 2. Tordifferenz – 3. geschossene Tore

| (A) | Absteiger aus der Division 1 1991/92 |
| (N) | Neuaufsteiger                        |

## Ermittlung des Meisters
Die beiden Gruppensieger trafen in Hin- und Rückspiel aufeinander, um den diesjährigen Meister der Division 2 zu ermitteln. Dabei gelang Martigues bei seinem Heimspiel nur ein Remis (1:1); allerdings siegten die Südfranzosen in Angers mit 4:3 und sicherten sich so die Zweitligameisterschaft.
| Gruppe A     | Gesamt | Gruppe B   | Hinspiel | Rückspiel |
| ------------ | ------ | ---------- | -------- | --------- |
| FC Martigues | 5:4    | SCO Angers | 1:1      | 4:3       |

## Relegation
Die Gruppenzweiten und -dritten kämpften in einer zweistufigen Ausscheidung darum, wer von ihnen gegen den Erstliga-18. US Valenciennes-Anzin um einen weiteren Aufstiegsplatz in die höchste Spielklasse spielen durfte. Zunächst trafen die beiden Gruppenzweiten in einem einzigen Spiel jeweils auf den Dritten der anderen Gruppe; hierbei setzten sich Rennes gegen Nizza mit 1:0 und Cannes gegen Rouen mit 2:1 durch und trafen anschließend – nun wieder in Hin- und Rückspiel – aufeinander. Dabei gewann die Elf von der Côte d’Azur in der Bretagne 1:0 und vor eigenem Publikum 3:0.
Danach setzte sich Cannes auch in Valenciennes durch (2:0-Sieg), so dass ihm im Rückspiel ein 1:1 für den prompten Wiederaufstieg ausreichte.
|                            | Ergebnis  |                         |
| -------------------------- | --------- | ----------------------- |
| Stade Rennes (2. Gruppe B) | 1:0 n. V. | OGC Nizza (3. Gruppe A) |
| AS Cannes (2. Gruppe A)    | 2:1       | FC Rouen (3. Gruppe B)  |

| Sieger Spiel 1 | Gesamt | Sieger Spiel 2 | Hinspiel | Rückspiel |
| -------------- | ------ | -------------- | -------- | --------- |
| Stade Rennes   | 0:4    | AS Cannes      | 0:1      | 0:3       |

| Division 1            | Gesamt | Division 2 | Hinspiel | Rückspiel |
| --------------------- | ------ | ---------- | -------- | --------- |
| US Valenciennes-Anzin | 1:3    | AS Cannes  | 0:2      | 1:1       |